# Slava (montres)
Slava  (russe : Слава, signifiant gloire) est une marque de montres soviétique puis russe produite par la Seconde Fabrique Horlogère Moscovite. 

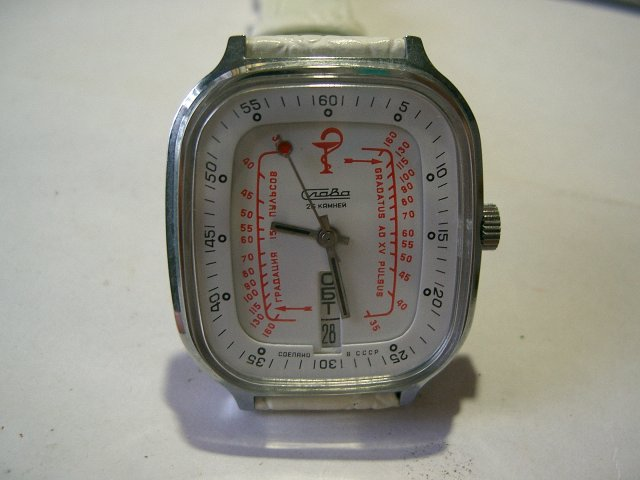
Montre Slava conçue pour les médecins.

À l'époque soviétique les montres Slava étaient très appréciées de la population soviétique pour leur robustesse. Cette fiabilité amènera la marque à s'exporter dans les autres pays du bloc de l'Est.

## Historique

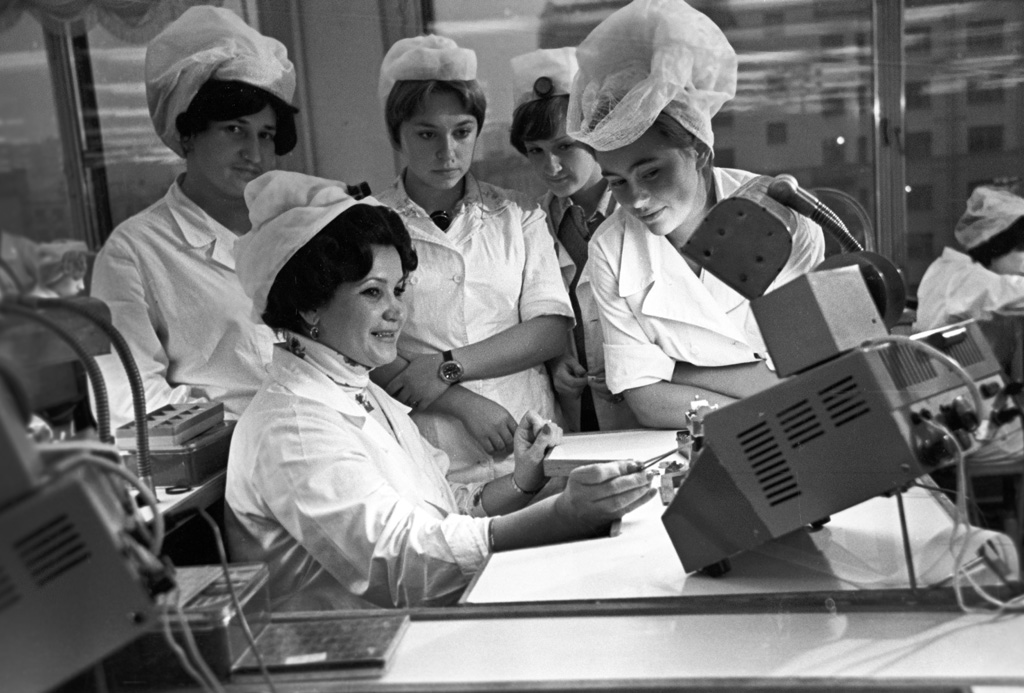
L'horlogerie en 1980.

L'histoire de la marque commence en 1924 avec la création de la Seconde Fabrique Horlogère Moscovite. À partir des années 1950 la fabrique commence à diversifier sa production en se lançant dans la conception de montres mécaniques, de réveils, et de montres à gousset.  

## Récompenses internationales
- 1964 - Foire Internationale de Leipzig - médaille d'or
- 1974 - Exposition Internationale de Brno - médaille d'or
- 1975 - Foire Internationale de Leipzig - médaille d'or